# Elektrownia jądrowa Monju
Elektrownia jądrowa Monju (jap. もんじゅ) – japońska eksperymentalna elektrownia jądrowa z reaktorem powielającym. Położona nieopodal miasta Tsuruga, w prefekturze Fukui, znajduje się na terenie quasi-parku narodowego Wakasawan. Właścicielem i operatorem jest Japońska Agencja Energii Atomowej. Teren elektrowni obejmuje 1,08 km². Budynki zajmują 28 678 m² i mają powierzchnię użytkową 104 680 m². Zakład zatrudniał w 2005 roku 368 pracowników. Monju stanowi ważny krok w rozwoju japońskiego programu budowy reaktorów powielających.

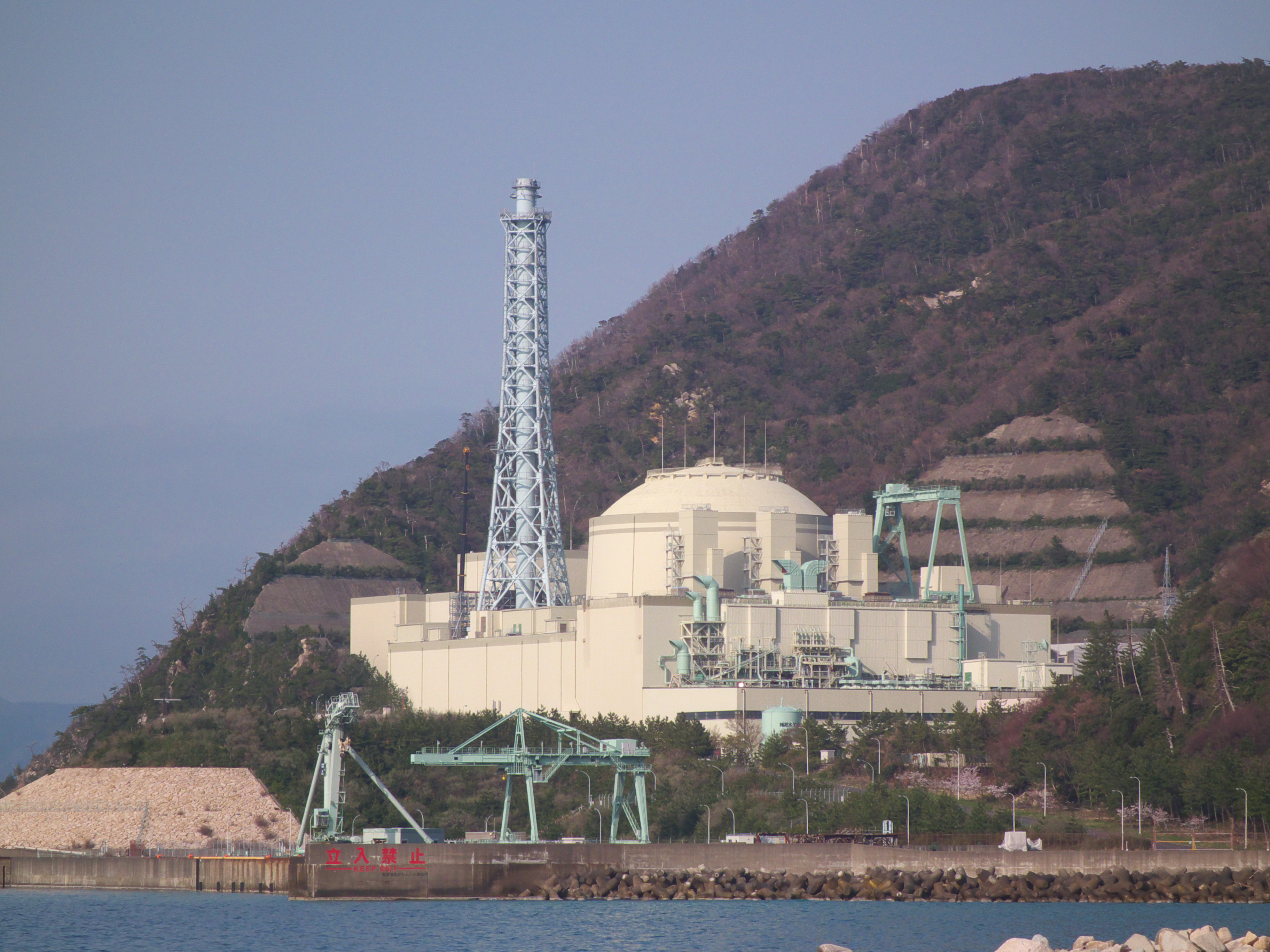
Elektrownia jądrowa Monju

Reaktor pozostawał wyłączony między 24 listopada 1995 a 8 maja 2010 z powodu awarii. Pierwotnie miał zostać ponownie włączony w 2000 roku, ale proces opóźnił trwający 5 lat proces sądowy, a następnie seria innych usterek i niedociągnięć technicznych.

## Reaktor
Jedynym reaktorem elektrowni jest chłodzony ciekłym sodem reaktor prędki powielający (SFR), wykorzystujący paliwo MOX (Pu02-UO2). Reaktor wykorzystuje konstrukcję pętlową, z trzema pętlami chłodzenia. 
| Nazwa bloku | Typ reaktora | Producent                                  | Rozpoczęcie budowy | Stan krytyczny | Włącz. do sieci  | Moc elektr. netto (MW) | Moc elektr. brutto (MW) | Moc termiczna (MW) | L. zestaw. paliw. | Koszt całk. bloku |
| ----------- | ------------ | ------------------------------------------ | ------------------ | -------------- | ---------------- | ---------------------- | ----------------------- | ------------------ | ----------------- | ----------------- |
| Monju       | SFR          | Power Reactor and Nuclear Fuel Development | 5 stycznia 1986    | 4 maja 1994    | 29 sierpnia 1994 |                        | 280                     | 714                |                   |                   |

Nazwa elektrowni i reaktora nawiązuje do buddyjskiego bóstwa Manjushri.
Pierwszy załadunek paliwa przeprowadzono w październiku 1993. Stan krytyczny osiągnięto 4 maja 1994. Pracę z pełną mocą przewidywano na czerwiec 1996, ale wyciek sodu uniemożliwił to.

### Podstawowe dane techniczne
- Wymiary rdzenia:
  - Ekwiwalent średnicy: 1,79 m
  - Wysokość: 0,93 m
- Poziom wzbogacenia plutonem rozszczepialnym (rdzeń wewnętrzny / rdzeń zewnętrzny), w procentach:
  - Poziom początkowy: 15 / 20
  - Poziom podtrzymujący: 16 / 21
- Masa wsadu paliwowego:
  - Rdzeń (U+Pu): 5,9 t
  - Płaszcz: 17,5 t
- Maksymalne wypalenie paliwa: 80 000 MWd/t
- Materiał koszulki paliwowej: SUS316
- Wymiary koszulki paliwowej: 6,5 mm × 0,47 mm
- Grubość płaszcza (górna/dolna/radialna): 0,30 m/0,35 m/0,30 m
- Współczynnik powielania: 1,2
- Wymiary zbiornika reaktora: 18 m wysokości / 7 m średnicy
- Pierwotny obieg chłodzenia:
  - Masa chłodziwa: 760 t ciekłego sodu
  - Temp. chłodziwa na wlocie / wylocie reaktora: 397 °C / 529 °C
  - Tempo przepływu chłodziwa: 5100 ton/h/pętlę (3 pętle)
  - Prędkość przepływu chłodziwa na wlocie / wylocie: 6 m/s / 4 m/s
- Wtórny obieg chłodzenia:
  - Masa chłodziwa: 760 t ciekłego sodu
  - Temp. chłodziwa na wlocie / wylocie IHX[2]: 325 °C / 505 °C
  - Tempo przepływu chłodziwa: 3 700 ton/h/pętlę (3 pętle)
  - Prędkość przepływu chłodziwa: 5 m/s
- System parowy:
  - Tempo przepływu wody zasilającej: 1 137 t/h
  - Temp. pary na wlocie turbiny: 483 °C
  - Ciśnienie pary na wlocie turbiny: 12,7 MPa
  - Typ generatora pary: z cewką śrubową
- System przeładunku paliwa: pojedynczy chwyt obrotowy z urządzeniem obsługi paliwa na wysięgniku stałym
- Czas między przeładunkami: 6 miesięcy